# Kosmos 2484
Kosmos 2484 – rosyjski wojskowy satelita telekomunikacyjny wysłany wraz z bliźniaczymi Kosmos 2482 i Kosmos 2483. Szósty statek typu Strzała 3M.
Start satelity był jednokrotnie przełożony, z 8 grudnia 2012.